# Maciejówka (szczyt)
Maciejówka – zalesiony szczyt o wysokości 469 m n.p.m., na Pogórzu Przemyskim.